# ابی بن کعب
ابی بن کعب (نام کامل: ابیّ بن کعب بن قیس بن عبید خزرجی) به کنیهٔ ابومنذر و ابوطفیل، از اصحاب محمّد پبغمبر اسلام و از جملهٔ انصار است. وی در یثرب و در طایفهٔ بنو خزرج زاده شد. او در پیمان عقبه، با محمّد بیعت کرد. محمّد او را برای کتابت قرآن و مراسلات برگزید. او در یثرب، تمام قرآن را حفظ کرد. پس از درگذشت محمّد او از اعضای شورای انتخابی ابوبکر بود. دیگر اعضای این شورا عبارت بودند از: عمر، عثمان، علی، عبدالرّحمن بن عوف، معاذ بن جبل و زید بن ثابت. در دوران خلافت عمر، در فتاوا به ابی بن کعب، عثمان و زید بن ثابت رجوع می‌شد. عمر همواره از ابی بن کعب با لقب سیّدالمسلمین به معنی سرور مسلمانان یاد می‌کرد در این زمان، ابی بن کعب دومین مصحف قرآن را جمع‌آوری کرد که به مصحف کعبی مشهور است. او در سال ۶۴۹ میلادی معادل با ۲۹ هجری قمری در یثرب درگذشت و عثمان بر پیکر وی نماز گزارد.

## مصحف ابی بن کعب
در روایتی از پیامبر اسلام نقل شده‌است که؛ 
قرائت قرآن را از چهار نفر بخواهید: عبدالله بن مسعود، سالم مولی ابی‌حذیفه، ابی بن کعب و معاذ بن جبل.
مصحف ابی بن کعب، با قرآن رایج در بین مسلمانان ظاهراً تفاوتهایی داشت.
در این مصحف:
- ۱۱۵ سوره وجود داشت.
- ترتیب سوره‌ها تقریباً هماهنگ با مصحف ابن مسعود بوده مگر اینکه سوره انفال را قبل از سوره توبه آورده و برخلاف مصحف ابن مسعود، دارای سوره‌های حمد، فلق و ناس نیز بود.
- دو سوره به نامهای سوره حفد و سوره خلع نیز وجود داشت که این دو دعای قنوت می‌باشند که ظاهراً به اشتباه در میان سوره‌های قرآنی ضبط گردیده بود.[۳]
- میان سوره‌های فیل و قریش، بسم الله الرحمن الرحیم نیامده است و یک سوره به حساب می‌آیند.
- ابتدای سوره زمر با حم شروع می‌شود.
- برخلاف مصحف رایج بین مسلمانان، اختلاف قرائت وجود داشت بدین صورت که برخی از کلمات تبدیل به کلمات مترادفشان شده بودبه منظور توضیح و تفسیر آیه قرآن ما بین آیات آمده که این نیز یک امر رایج و عادی در آن زمان بوده به عنوان مثال در سوره یس آیه ۵۲ «قالوا یا ویلنا من بعثنا من مرقدنا» چنین نوشته شده بود که «... من هبّنا من مرقدنا» یا آیه ۲۰ سوره بقره «کلما اضاء لهم مشوا فیه» به صورت «مروا فیه» یا «سعوا فیه» خوانده می‌شد.

## دعای قنوت
یکی از محققان در رابطه با نوشته شدن دعاهای قنوت حفد و خلع در مصحف ابن ابی کعب توضیح می‌دهد که ابن ابی کعب اینها را به عنوان سوره‌های قرآنی نمی‌دانست بلکه وی به این خاطر این دعاها را در مصحفش نوشت تا مردم این دعاها را حفد و خلع را که دعاهای قنوت می‌باشند فراموش نکرده و به خاطر بسپارند، چون وی این دعا را در قنوت و نماز وتر از رسول خدا شنیده بوده؛ پس این دو، دعا هستند نه سوره قرآنی.

## نسب
أبی بن کعب بن قیس بن عبید بن زید بن معاویة بن عمرو بن مالک بن النجار تیم الله بن ثعلبة بن عمرو بن الخزرج النجاری الخزرجی الأنصاری